# Уваров, Сергей Ювенальевич
Сергей Ювенальевич Уваров (род. 3 марта 1967, Курган) — председатель Курганского областного суда (2009—2015), преподаватель Уральского государственного юридического университета (с 2018), мастер спорта СССР по лёгкой атлетике.

## Биография
Сергей Ювенальевич Уваров родился 3 марта 1967 года в городе Кургане Курганской области.
В 1992 году окончил Свердловский юридический институт по специальности «правоведение».
С 1993 года был судьёй Курганского городского суда.
Указом Президента Российской Федерации от 23 июля 1998 года № 882 назначен судьей Курганского городского суда.
Указом Президента Российской Федерации от 11 июля 2000 года № 1287 назначен судьей Курганского областного суда.
В 2003 году Уваров одним из первых начал рассматривать уголовные дела с участием присяжных заседателей.
Указом Президента Российской Федерации от 30 апреля 2004 года № 572 назначен заместителем председателя Курганского областного суда.
С 2004 по 2008 годы был заместителем председателя совета судей Курганской области, членом комиссии по судейской этике, принимал активное участие в защите прав и законных интересов судей области.
Указом Президента Российской Федерации от 20 декабря 2005 года № 1480 назначен первым заместителем председателя Курганского областного суда.
Решением Высшей квалификационной коллегии судей Российской Федерации от 21 ноября 2007 года присвоен первый квалификационный класс.
Указом Президента Российской Федерации от 29 июня 2009 года № 717 назначен председателем Курганского областного суда с 1 июля 2009 года.
Срок полномочий председателя Курганского областного суда закончился 1 июля 2015 года и Уваров ушёл в отпуск, а 28 сентября 2015 года С. Ю. Уваров написал заявление об отставке по собственному желанию.
Продолжил работать судьёй Курганского областного суда, входил в состав судебной коллегии по уголовным делам по разрешению жалоб и представлений на судебные постановления, вступившие в законную силу, по докладу дел, переданных в президиум для рассмотрения с жалобами и представлениями на вступившие в законную силу судебные постановления, а также ввиду новых или вновь открывшихся обстоятельств.
С 2018 года работает преподавателем кафедры судебной деятельности и уголовного процесса Уральского государственного юридического университета.

## Награды и звания
- Медаль «20 лет Совету судей Российской Федерации»
- Медаль «15 лет Судебному департаменту при Верховном Суде Российской Федерации»
- Медаль «За безупречную службу»
- Медаль «За содружество во имя спасения»
- Знак отличия Судебного департамента при Верховном Суде Российской Федерации «За усердие» II степени,
- Нагрудный знак Совета судей Российской Федерации «За служение правосудию», сентябрь 2016[14]
- Почётная грамота Верховного Суда Российской Федерации, 31 марта 2008
- Почётная грамота Судебного департамента при Верховном Суде Российской Федерации, 28 февраля 2003
- Почётная грамота Совета судей Российской Федерации
- Благодарственное письмо полномочного представителя Президента Российской Федерации в Уральском федеральном округе.
- Мастер спорта СССР по лёгкой атлетике

## Семья
Женат, воспитал дочь,воспитывает сына